# 波斯细密画

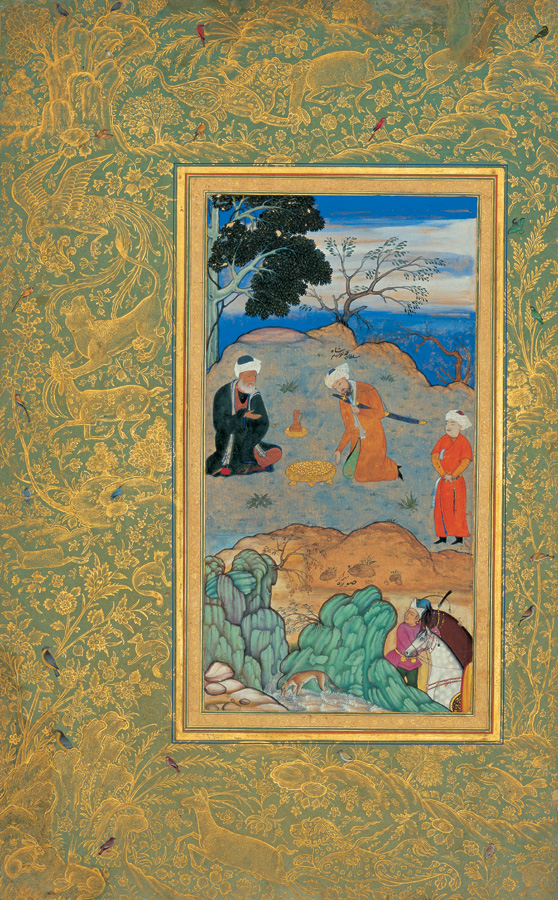
16世纪上半叶的泥金裝飾手抄本。

波斯细密画（波斯語：‎）也称伊朗细密画，是一种精细刻画的小型绘画，其最大特色在于画面细节的精致、细腻，是伊朗传统艺术最重要的门类之一。
在波斯时代，细密画主要作书籍的插图和封面、扉页徽章、盒子、镜框等物件上和宝石、象牙首饰上的装饰图案。题材多为人物肖像、图案或风景，也有风俗故事。多采用矿物质的颜料，甚至以珍珠、蓝宝石磨粉作颜料。细密画在公元13世纪起开始有显著的波斯风格，同时受同为蒙古帝国领土的中国的艺术的影响，最终在15和16世纪达到顶峰。
由于细密画自从诞生之日起就是为少数人服务的，其本质上是贵族艺术，因此犹如中国的昆曲，牙雕，雕漆艺术一样，波斯细密画曲高和寡。并且由于完成一幅画作需付出巨大劳动力，是对人类毅力与决心的考验。因此在今天，这门艺术已有面临失传的危险。
這艇畫後來傳至南亞，成為蒙兀兒繪畫。

## 参閱
- 伊朗文化